# Anti-dumpingrechten
Anti-dumpingrechten zijn douanerechten bij invoer die worden ingesteld omdat goederen die in oorsprong afkomstig zijn uit een ander land of andere douane-unie tegen veel lagere prijzen dan in het land van oorsprong op het land van bestemming worden afgezet. Met dumping van goederen beoogt een exporteur van deze goederen veelal een nieuw afzetgebied voor de goederen te veroveren of overtollige voorraden kwijt te raken. De door het land van bestemming ingestelde anti-dumpingrechten zijn een protectionistische heffing en beogen daarmee de eigen markt, in het bijzonder een daarop opererende bedrijfstak, te beschermen.

## Invloed internationaal-publiekrechtelijke overeenkomsten
Ter zake van dumping en anti-dumpingmaatregelen zijn internationale publiekrechtelijke overeenkomsten gesloten. Hierbij moet met name gedacht worden aan de zogenaamde Algemene Overeenkomst betreffende tarieven en handel van de WTO, in het bijzonder artikel VI van deze multilaterale overeenkomst. De toepassingsregelgeving betreffende voormelde Overeenkomst is neergelegd in de Overeenkomst inzake de toepassing van artikel VI van de Algemene Overeenkomst betreffende Tarieven en Handel 1994, ook wel Antidumpingovereenkomst 1994.
De Antidumpingovereenkomst 1994 bevat gedetailleerde afspraken over de wijze waarop moet worden berekend of feitelijk sprake is van dumping, de procedures voor de opening en de verrichting van een dumpingonderzoek, de eventuele instelling van voorlopige antidumpingmaatregelen, de instelling en de inning van antidumpingrechten, de duur en de herziening van antidumpingmaatregelen en de openbaarmaking van informatie betreffende het antidumpingonderzoek.

## EG en anti-dumping
In de Europese Gemeenschap, waaraan handelsverdragssluitende bevoegdheid toekomt, heeft voormelde antidumpingovereenkomst gecodificeerd in de Verordening (EG) nr. 384/96 van de Raad van 22 december 1995 betreffende beschermende maatregelen tegen invoer met dumping uit landen die geen lid zijn van de Europese Gemeenschap (Publicatieblad EG van 3 juni 1996, nr. L 56, blz. 1 e.v.). Deze Verordening werd vervangen door Verordening (EG) nr. 1225/2009 van de Raad van 30 november 2009. (Publicatieblad EG van 22 december 2009, nr. L 343, p. 51-73). De Basisverordening anti-dumping, als secundair EG-recht, is gegrond op artikel 133 van het Verdrag tot oprichting van de Europese Gemeenschap (EG-verdrag). De EG-verordening vormt derhalve een onderdeel van de Gemeenschappelijke handelspolitiek, in het bijzonder handelspolitieke beschermingsmaatregelen van de EG. De basisverordening regelt onder meer het volgende:
- Beginselen: een anti-dumpingrecht kan worden toegepast op ieder product ten aanzien waarvan dumping plaatsvindt, wanneer het in de Gemeenschap in het vrije verkeer brengen daarvan schade veroorzaakt. Ten aanzien van een product wordt geacht dumping plaats te vinden indien de prijs van dit product bij uitvoer naar de Gemeenschap lager is dan een vergelijkbare prijs die in het kader van normale handelstransacties voor het soortgelijke product voor het land van uitvoer is vastgesteld. Het land van uitvoer is normaal het land van oorsprong. Het kan evenwel ook een tussenland zijn.
- Vergelijking normale prijs en uitvoerprijs: bij de vraag of sprake is van dumping dient een vergelijking plaats te vinden tussen de normale en uitvoerprijs. De anti-dumpingverordening bevat dan ook bepalingen over de methode van vaststelling van de normale waarde en de uitvoerprijs van de goederen. Bij de vergelijking ter vaststelling van de dumpingmarge, dat is het bedrag waarmee de normale waarde de uitvoerprijs overschrijdt, spelen factoren een rol als (a) fysieke kenmerken, (b) Invoerheffingen en indirecte belastingen, (c) kortingen, rabatten en hoeveelheden, (d) handelsstadium, (d) vervoer, verzekering, lading, overlading, lossing en aanverwante kosten, (e) verpakking, (f) krediet, (g) kosten van dienstverlening na verkoop, (h) commissies, (i) omrekening van valuta en (j) anderen factoren.
- Vaststelling van eventuele schade: of dumping schade veroorzaakt voor een bedrijfstak in de Gemeenschap zijn bepalend de omvang van de invoer met dumping en de gevolgen daarvan voor de prijzen van soortgelijke producten in de Gemeenschap. De EG-Verordening anti-dumping bevat regelgeving inzake het begrip bedrijfstak van de Gemeenschap.
- Procedure: de geldende procedure bij vermeende dumping is:

1. Inleiding van de procedure, waarmee onderzoek naar het bestaan, de omvang en de gevolgen van dumping wordt geopend naar aanleiding van een schriftelijke klacht die door een natuurlijke persoon of een rechtspersoon of een vereniging zonder rechtspersoonlijkheid namens een bedrijfstak van de Gemeenschap wordt ingediend. De klacht kan worden ingediend bij de Commissie of bij een Lid-Staat, die deze aan de Commissie doet toekomen.
2. Het onderzoek, dat betrekking heeft op zowel de vermeende dumping als op de eventuele schade daarvan.
3. Voorlopige maatregelen, inhoudende de instelling van voorlopige rechten bij invoer. Dit kan eerst 60 dagen na instelling van het dumpingonderzoek.
4. Verbintenissen die kunnen worden gesloten tussen de Commissie en de exporteur indien voorlopig is vastgesteld dat dumping plaatsvindt en daaruit schade voortvloeit. De verbintenis bestaat uit een door een exporteur op vrijwillige basis aangeboden bevredigende verbintenis om zijn prijzen te herzien of de uitvoer met dumping te staken.
5. Beëindiging zonder maatregelen of de instelling van definitieve antidumpingrechten.
6. Terugbetalingsmogelijkheden

- Terugwerkende kracht: een definitief anti-dumpingrecht kan in voorkomend geval ook worden geheven op producten vóór de datum van inwerkingtreding van de voorlopige maatregelen, maar niet vóór de datum waarop het onderzoek is geopend. Onder omstandigheden is terugwerkende kracht van de instelling van een anti-dumpingrecht derhalve geoorloofd.